# عزت‌الدین
عزت‌الدین (به مازندرانی: اِزال‌دین)، روستایی است از توابع بخش گهرباران شهرستان میاندورود در استان مازندران ایران.

## وجه تسمیه نام
عزت‌الدین همیشه ازال‌دین نامیده‌ می‌شد و هنوز هم با همین نام شناخته می‌شود، نام عزت‌الدین در حقیقت نتیجه اشتباه در فارسی‌سازی کلمه ازال‌دین هست که بدون درنظر گرفتن نام بومی و معنای آن بر این روستا نهاده شد.

ازال در زبان تبری (مازندرانی) به معنای آهن است. دین نیز که در نام بسیاری از مناطق مازندران دیده می‌شود، در پروسه‌ای بس دراز در حوزه زمانی می‌تواند مفهوم مجازی هرگونه بلندی و تپّه را با خود داشته باشد. بنابراین ازال‌دین در زبان تبری معنای تپّه‌ی آهن یا مکانی که در آن آهن یا سنگ آهن فراوانی وجود داشت را می‌دهد.

## جمعیت
این روستا در دهستان میان‌دورود بزرگ قرار داشته و براساس آخرین سرشماری مرکز آمار ایران که در سال ۱۳۸۵ صورت گرفته، جمعیت آن ۹۵۶نفر (۲۵۲خانوار) بوده‌است.